# 阿利恩 (阿肯色州)
阿利恩（英語：Alleene）是位於美國阿肯色州利特爾里弗縣的一個非建制地區。該地的面積和人口皆未知。

## 地理
阿利恩的座標為33°46′12″N 94°15′38″W / 33.77000°N 94.26056°W，而該地的平均海拔高度為103米（即338英尺）。